# Claude Schnerb
Pour les articles homonymes, voir Schnerb.
Claude Schnerb (18 avril 1914 - 19 juillet 2007) est un auteur français.
Critique dramatique de plusieurs journaux et hebdomadaires, il a cofondé, avec René Barjavel, André Ulmann et Jean-Louis Barrault la revue La Nouvelle Saison. Ils y ont publié, entre autres, La Numance de Jean-Louis Barrault, Humulus le muet de Jean Anouilh, ainsi que des œuvres de Henry de Montherlant, Loys Masson, etc.
Schnerb fut aussi critique cinématographique, romancier, dramaturge et a écrit plusieurs pièces de théâtre, ainsi que des romans et des essais.
Combattant pendant la Seconde Guerre mondiale, il est fait prisonnier, s'évade à plusieurs reprises et est déporté. Il a été décoré de la croix de guerre à l'ordre du régiment, étoile de bronze, et de la médaille des évadés.

## Œuvres
Romans et écrits divers :
- L'Enfant qui ne voulut pas être roi, Éditions de l'Enfant Poète, 1946
- Les Porches de Jérusalem, Éditions Denoël, 1962
- L'Humour vert (sous le pseudonyme de Claude Sergent), Éditions Buchet-Chastel
- Je pense !, Éditions Buchet-Chastel, 1972
- Aux bords de la vie (nouvelles), Éditions Éditinter, 1999 (télécharger)
- La Philo en fleurs, pour petites et grandes personnes, Éditions Éditinter, 2003
- Contre Sartre ou la Lanterne magique de Proust (essai), Éditions Éditinter, 2002
- Du rire (essai), Éditions Imago, 2003.

Pièces de théâtre :
- La Danseuse et le Collégien (au Théâtre La Bruyère), avec Pierre Mondy, Robert Vattier, François Guérin
- La Femme du siècle (au Théâtre royal du Parc, Bruxelles, et tournées Georges Herbert), avec Denise Grey
- Saint-Glinglin (à la Comédie de Paris), avec Annie Noël, Jacques Jouhanneau, Denise Clair

Pièces radiophoniques : (sur Radio France)
- Comment j'ai tué mon patron (1984)
- La Rencontre
- Une alliance en platine
- Les Prunes ou la Troisième solution (1998), avec Claude Piéplu, Tim Solo

Pièces de théâtre éditées :
Éditions Éditinter, 1999-2004, 4 vol.
- Théâtre I (1999) : L'Empêcheur de tourner en rond et L'Ingénu de la rue Lepic'
- Théâtre II (2001) : Bog et Le Génie de la Bastille et sa femme
- Théâtre III (2003) : Trois coups de trompette, Le Pavé et L'Admiration
- Théâtre IV (2004) : La Face cachée de papa et La Vraie Nature d'Étienne Palantut